# Ronde van de Drie Valleien 1942
De 24e editie van de wielerwedstrijd Ronde van de Drie Valleien werd gehouden op 30 augustus 1942, over een afstand van 186 kilometer van Varese naar Varese. De titelverdediger was de Italiaan Fausto Coppi. Dit jaar won de Italiaan Luciano Succi een sprint van een groep van negen renners.

## Rituitslag
| Einduitslag |                      |           |          |
| Plaats      | Naam                 | Ploeg     | Tijd     |
| 1           | Luciano Succi        | Olmo      | 5u10'44" |
| 2           | Vasco Bergamaschi    | Viscontea | z.t.     |
| 3           | Mario De Benedetti   | Legnano   | z.t.     |
| 4           | Giordano Cottur      | Viscontea | z.t.     |
| 5           | Mario Fazio          |           | z.t.     |
| 6           | Angelo Martini       |           | z.t.     |
| 7           | Giovanni De Stefanis | Bianchi   | z.t.     |
| 8           | Enrico Mollo         | Viscontea | z.t.     |
| 9           | Aldo Ronconi         |           | z.t.     |
| 10          | Severino Canavesi    | Gloria    | + 2'50"  |

1919 · 1920 · 1921 · 1922 · 1923 · 1924 · 1925 · 1926 · 1927 · 1928 · 1929 · 1930 · 1931 · 1932 · 1933 · 1934 · 1935 · 1936 · 1937 · 1938 · 1939 · 1940 · 1941 · 1942 · 1943 · 1944 · 1945 · 1946 · 1947 · 1948 · 1949 · 1950 · 1951 · 1952 · 1953 · 1954 · 1955 · 1956 · 1957 · 1958 · 1959 · 1960 · 1961 · 1962 · 1963  · 1964 · 1965 · 1966 · 1967 · 1968 · 1969 · 1970 · 1971 · 1972 · 1973 · 1974 · 1975 · 1976 · 1977 · 1978 · 1979 · 1980 · 1981 · 1982 · 1983 · 1984 · 1985 · 1986 · 1987 · 1988 · 1989 · 1990 · 1991 · 1992 · 1993 · 1994 · 1995 · 1996 · 1997 · 1998 · 1999 · 2000 · 2001 · 2002 · 2003 · 2004 · 2005 · 2006 · 2007 · 2008 · 2009 · 2010 · 2011 · 2012 · 2013 · 2014 · 2015 · 2016 · 2017 · 2018 · 2019 · 2020 · 2021 · 2022 · 2023 · 2024